# Julian Mischi
Julian Mischi est un universitaire français né en 1974, sociologue et politiste, chercheur à l'Institut national de recherche pour l'agriculture, l'alimentation et l'environnement (INRAE), membre de l'IRISSO de l'Université Paris-Dauphine-PSL.

## Biographie
Originaire d'une région industrielle de Lorraine, Julian Mischi est docteur en science politique de l'École des hautes études en sciences sociales (EHESS), et membre du comité éditorial de la revue Le Mouvement Social.
Ses recherches portent sur les classes populaires, l'engagement politique et syndical, les espaces ruraux et le pouvoir local.

## Publications
- en codirection avec Hélène Hatzfeld et Henri Rey, Dictionnaire de la gauche, Éditions Larousse, 2007
- en codirection avec Annie Antoine, Sociabilité et politique en milieu rural, Rennes, PUR, 2008
- Servir la classe ouvrière. Sociabilités militantes au PCF, Rennes, PUR, 2010[2],[3],[4]
- en codirection avec Emmanuel Bellanger, Les Territoires du communisme. Élus locaux, politiques publiques et sociabilités militantes, Armand Colin, 2013
- Le Communisme désarmé. Le PCF et les classes populaires depuis les années 1970, Marseille, Éditions Agone, 2014
- Le Bourg et l'atelier. Sociologie du combat syndical, Marseille, Éditions Agone, 2016
- en codirection avec Ivan Bruneau, Gilles Laferté et Nicolas Renahy, Mondes ruraux et classes sociales, Ed. EHESS, 2018
- Le Parti des communistes : histoire du Parti communiste français de 1920 à nos jours, Marseille, Hors d'atteinte, coll. « Faits & idées », 2020, 720 p. (ISBN 978-2-490579-59-4)

## Entretiens
- Entretien pour la revue Ballast
- « Le parti des communistes : 100 ans d'engagement et de luttes populaires », entretien avec Julien Théry dans On s'autorise à penser, émission du Média, 19 janvier 2021.
- Le PCF a permis à des catégories dominées de s’affirmer dans l’espace public, entretien pour LVSL